# Schiefspiegler

Strahlengang des Kutter-Schiefspieglers. Der Sekundärspiegel (links) verdeckt nicht das auf den Primärspiegel (rechts) fallende Licht.

Als Schiefspiegler werden Spiegelteleskope bezeichnet, bei denen der Fangspiegel (Sekundärspiegel) nicht in der optischen Achse des Hauptspiegels liegt und der Strahlengang durch die verkippten Spiegel um einige Grad schräg verläuft.
Der Sinn der Konstruktion ist es, zu vermeiden, dass der Fangspiegel einen Teil des Hauptspiegels abschattet, wie es bei allen klassischen Systemen mit Ausnahme des Herschel-Teleskops der Fall ist. Dadurch fällt einerseits dieser geringe Lichtverlust weg, vor allem aber tritt keine störende Beugung am Fangspiegel und dessen Halterung auf. Kontrastleistung und Auflösungsvermögen von Schiefspieglern können nahezu die theoretischen Maximalwerte der gegebenen Apertur erreichen.
Die bei der Verkippung auftretenden Abbildungsfehler (Astigmatismus und Koma) können durch langbrennweitige Auslegung der Optik reduziert werden und durch optische Korrektur am Fangspiegel bzw. eine Korrekturplatte weitgehend kompensiert werden. Ein kleiner Nachteil ist, dass der Tubus wegen des schrägen Strahlengangs teilweise offen sein muss. Dadurch kann es dort zu lokaler Luftunruhe und zeitweiligem Bildflimmern kommen.
Der (Kutter-)Schiefspiegler moderner Bauart wurde in den 1930er Jahren vom deutschen Maschinenbauingenieur Anton Kutter entwickelt, nachdem eine Vorgängerkonstruktion, der Brachyt, bereits 1877 von den österreichischen Optikern J. Forster und K. Fritsch gebaut worden war.
Es gibt noch weitere moderne Schiefspiegler-Konstruktionen mit anderer Spiegelverkippung und Kugelspiegeln bzw. einem zweiten oder dritten Hilfsspiegel. Siehe
- Brachyt-Teleskop (Forster/Fritsch 1877)
- Kutter-Schiefspiegler nach Anton Kutter – die in Europa bekanntere Schiefspiegler-Bauform
- Yolo-Schiefspiegler nach Arthur S. Leonard – von Amateurastronomen in den USA bevorzugt
- Eine Familie moderner Zweispiegel-Schiefspiegler nach Richard F. Horton, abgeleitet aus dem Cassegrain, mit f/5 bis f/16,
- Tri-Schiefspiegler mit drei Spiegeln, Designs von Anton Kutter (realisiert als Kutter-Tri in der Menke-Sternwarte Glücksburg), Arthur S. Leonard (Solano), Richard A. Buchroeder und David Stevick (Stevick-Paul-Teleskop), sowie
- Tetra-Schiefspiegler mit vier Spiegeln bzw. optisch wirksamen Spiegelflächen (Brunn, Herrig, Wolter).

Alle Schiefspiegler sind neben den o. a. Vorteilen kontrastreicher als die klassischen Bauarten des Spiegelteleskops, allerdings auch aufwendiger in der Herstellung. Sie werden daher meist im Eigenbau von mechanisch und optisch versierten Sternfreunden und  Spiegelschleifern hergestellt, wofür einige Astrovereine spezielle Bauanleitungen und vereinzelt Arbeitsgruppen anbieten (vgl. auch Amateur Telescope Making).
Für nur einen optisch wirksamen Spiegel, einen gekippten Parabolspiegel, hat R. V. Willstrop und später unabhängig Ed Jones einen fokusnahen Korrektor durch eine zueinander verkippte Anordnung einer Plankonvex- und einer Plankonkavlinse entwickelt und als Chiefspiegler bezeichnet, ein Wortspiel aus „Catadioptric Herschellian schiefspiegler“.
Einen besonders einfachen Aufbau bei sehr guten Abbildungseigenschaften weist der Herrig-Schiefspiegler auf, der aus einem konvexen und einem konkaven sphärischen Spiegel besteht. Diese werden vom einfallenden Lichtstrahl doppelt durchlaufen, wodurch Abbildungsfehler minimiert werden und sich ein 0,4° großes Bildfeld ergibt. Nachteilig an der Konstruktion sind die etwa das Anderthalbfache der Apertur durchmessenden Spiegel sowie schwer herzustellende große Radien der Spiegeloberfläche. In einer Variante mit einem zweigeteilten Spiegel für die erste und dritte Reflexion wird er kommerziell als Wolterscope angeboten.
Richard Buchroeder entwarf einen Tri-Schiefspiegler, der aus drei sphärischen Flächen besteht und ein beugungsbegrenztes Bild ebenfalls für ein Sichtfeld von 0,4° erreicht.
Einen besonders gut korrigierten Tri-Schiefspiegler entwickelte David Stevick 1991, der das Prinzip des Paul-Korrektors wiederentdeckte und durch die Ausführung als Schiefspiegler dessen große Obstruktion vermeidet. Diese Ausführung, die aus einem Parabolspiegel, einem konvexen und einem konkaven sphärischen Spiegel besteht, wobei Letztere gleiche Krümmungsradien haben, wird deshalb als Stevick-Paul-Teleskop bezeichnet. Wenngleich der Fokus zugänglicher ist als bei einem Paul-Korrektor, ist für die Beobachtung mit einem Okular ein vierter, planer Spiegel erforderlich, der den Strahlengang nach außen faltet.
Andere gut korrigierte  Tetra-Schiefspiegler mit außen liegendem Fokus wurden von Michael Brunn 1989 entwickelt, bei denen entweder drei sphärische und ein planer Ablenkspiegel oder ein ellipsoider Hauptspiegel und drei sphärische Spiegel verwendet werden. Für Letztere sind Öffnungen bis etwa 1 m angedacht.
Außerhalb des Amateurbereichs wurden verkippte, obstruktionsfreie  Spiegelanordnungen in der professionellen Astronomie bisher selten eingesetzt, was sich seit einigen Jahren ändert. Frühe Beispiele sind das Herschel-Teleskop und der nach dem gleichen Prinzip gebaute Leviathan, die das Prinzip nutzten, um mit nur einem Spiegel ein Teleskop zu konstruieren, da die im 18. und 19. Jahrhundert verfügbaren Metallspiegel eine geringe Reflektivität aufweisen. Brachyt-Schiefspiegler nach Forster/Fritsch wurden um 1900 verkauft und ein Exemplar mit 32 cm Öffnung in der Sternwarte Pola installiert.
Untersucht wurde das Schiefspiegler-Prinzip auch zur Erweiterung des Sichtfeldes von Liquid-Mirror Zenith-Teleskopen.
Moderne Verwendung findet es in der europäischen Astrometrie-Raumsonde Gaia der ESA als kompakte  Hochpräzisionsoptik für die ultragenaue Vermessung und Kartographie des gesamten Sternhimmels.
Zwei neue US-amerikanische Sonnenteleskope nutzen die Vorteile der obstruktionsfreien Schiefspiegler-Technologie, das 1,6-m-Goode-Sonnenteleskop (Goode Solar Telescope – GST) des Big Bear-Sonnenobservatoriums (BBSO) im Big Bear Lake der San Bernardino Mountains, etwa 120 km östlich von Los Angeles, sowie das mit seinem 4 m Hauptspiegel größte Sonnenteleskop der Welt, das Anfang 2020 in Betrieb gegangene Daniel K. Inouye Solar Telescope (DKIST) nahe Kula auf Maui/Hawaii.